# Philematium virens transversale
Philematium virens transversale es una subespecie de escarabajo longicornio del género Philematium, tribu Callichromatini, subfamilia Cerambycinae. Fue descrita científicamente por Kolbe en 1900.

## Descripción
Mide 25-33 milímetros de longitud.

## Distribución
Se distribuye por Sudáfrica.